# Eotaphrosphys
Eotaphrosphys is een geslacht van uitgestorven pleurodire schildpadden dat werd ontdekt in de Mont Aimeformatie in Frankrijk. Oorspronkelijk toegewezen aan het geslacht Tretosternum, bestaat het uitsluitend uit de soort Eotaphrosphys ambiguus.

## Naamgeving
Eotaphrosphys werd in 1890 beschreven door Jean Albert Gaudry, op basis van holotype MNHN-MTA1, een plastron gevonden bij Mont-Aimé, onder de oorspronkelijke naam Tretosternum ambiguum. De soortaanduiding toont al dat Gaudry niet zeker was van de plaatsing. Het werd vervolgens opnieuw beschreven in 1977 en kreeg van France de Lapparent de Broin de naam Taphrosphys ambiguus en werd opnieuw beschreven in 2018 en kreeg de naam Eotaphrosophys, het 'troggroeisel van de dageraad' toegewezen door Adán Pérez-García, met als combinatio nova Eotraphosphys ambiguus. De geslachtsnaam verwijst naar de hoge ouderdom uit het Maastrichtien. Overigens had Pérez-Garcia de soortaanduiding niet aangepast aan het mannelijke geslacht maar dat is verplicht.

## Beschrijving
De lengte van het plastron is geschat op drieëndertig centimeter.
Enkele onderscheidende kenmerken werden vastgesteld. De voorste lob van het plastron is trapeziumvormig met rechte zijranden die opvallend versmallend naar voren uitlopen. De lengte van de voorste lob van het plastron is gelijk aan of groter dan de brug die het plastron met het schild verbindt. De mesoplastra zijn breder dan lang. De troggen tussen de borst en de buik zijn min of meer recht en staan haaks op de middenlijn.

## Fylogenie
Eotaphrophys werd in de Taphrosphyina geplaatst.